# Pombal (Brasile)
Pombal è un comune del Brasile nello Stato del Paraíba, parte della mesoregione del Sertão Paraibano e della microregione di Sousa. È stata fondata nel tardo Seicento, riconosciuta come "vila" già nel 1766.

## Storia
Nel tardo diciassettesimo secolo, intorno al 1696, il pioniere Teodosio De Ledo, dopo molte battaglie con gli indigeni, raggiunse il luogo nel quale si tramanda che venne fondato il primo nucleo abitato, sulla riva destra del fiume Piancó. Fino a quel momento l'area era occupata dalle tribù Cariri, Pegas e Panatis.
La città ha ricevuto tre nomi. Inizialmente si è chiamata Arraial de Piranhas (1696), quindi Nossa Senhora do Bom Sucesso (1719) e infine, con un Decreto Regio del 22 luglio 1766 fu riconosciuta come città ("vila") con il nome di Pombal, in omaggio al Primo Ministro del Re del Portogallo Giuseppe I, Sebastião José de Carvalho e Melo marchese di Pombal.
Nel 1711, il re autorizzò il Governatore, John Gama da Maia, alla creazione del tribunale distrettuale di Piancó (Pombal), il primo passo nella organizzazione giudiziaria del sertão della Paraíba. Con la creazione di un tribunale distrettuale, molti provvedimenti furono presi a favore della popolazione, compreso l'obbligo di raccogliere i senza fissa dimora per il lavoro, la promozione verso la punizione di delinquenti, ecc.
Il 24 gennaio 1721, ad Arraial iniziò la costruzione della seconda chiesa, sotto il nome di Nostra Signora del Buon Successo, che sarà poi chiamata la Chiesa di Nostra Signora del Rosario.
Il 15 luglio 1829 venne istituita la prima agenzia per il servizio postale pubblico, regolamentato dalla Direzione Generale delle Poste dell'Impero.
Nel 1847 iniziò la costruzione della vecchia prigione, che conserva ancora l'architettura originale ed era considerata dopo il suo completamento, la più grande e più sicura dello Stato. Oggi è diventata la casa della cultura della città.
Nel 1860, iniziò la costruzione del cimitero pubblico, con ricorso a risorse private, noto oggi col nome di Nostra Signora del Monte Carmelo.
La comarca di Pombal venne istituita nel 1831 e soppressa nel 1882 quindi ripristinata dalla Legge dello Stato n. 330 dell'11 novembre 1898 con sede a Catolé do Rocha.
Nel 1919 iniziò la costruzione del mercato pubblico nel centro della città, che fu completato solo nel 1942.
La comarca di Pombal è di 2º livello, e comprende i comuni di Lagoa, Cajazeirinhas, São Domingos de Pombal e São Bentinho.
Pombal è stata la prima "Vila" istituita nell'alto sertão della Paraíba ed è la quarta città più antica dell'intero Stato.

## Geografia fisica
La città è inclusa nell'area geografica del semiarido brasiliano su definizione del Ministero per l'integrazione nazionale nel 2005. Questa categorizzazione tiene conto dell'indice pluviometrico, dell'indice di aridità e del rischio siccità.

## Monumenti e luoghi d'interesse
Ci sono diversi monumenti ed edifici storici, come la casa della cultura, nell'edificio della vecchia prigione, o la chiesa di Nostra Signora del Buon Successo e della Madonna del Rosario, e poi altri con valore anche solo simbolico, come Praça Centenária, la Coluna da Hora, il Cruzeiro, e il Coreto, dove oggi al piano di sotto è un bar conosciuto come "O Bar Centenário", e al piano superiore vi è un piccolo club chiamato AEUP (Associazione degli Studenti dell'Università di Pombal).

## Società

### Feste e manifestazioni
Ogni anno si tengono due grandi feste. La Pombal Fest, nel mese di luglio, per commemorare l'anniversario della città, è una sorta di carnevale fuori stagione. La Festa del Rosario, nelle prime settimane di ottobre, si estende quasi fino al giorno che in Brasile dedicato ai bambini.

## Cultura

### Istruzione

#### Università
Dal 2006 la popolazione di Pombal ha richiesto la creazione di università nella città. Dall'inizio del 2007 l'Università federale di Campina Grande UFCG opera in città con i corsi di Ingegneria ambientale, Ingegneria degli alimenti e Agronomia. Dal 2010 c'è anche un campus nel quartiere Pereiras. I servizi includono 18 edifici e una vasta area del territorio che ne fanno già il secondo più grande campus universitario nello Stato della Paraíba. Dal 2011/2012 sono diventati operativi anche i corsi di: Informatica, Ingegneria civile, Chimica industriale, Gestione ambientale e Architettura e Urbanistica.

### Media

#### Radio
In città ci sono quattro stazioni radio: Radio Liberdade (96 fm), Radio Maringa (98 fm), Radio Comunitaria opção (104 fm), Radio Bonsucesso católica (1 180 kHz).
Oltre alla musica di tutti i tipi, le radio servono per informare sulle notizie più importanti della città e per rendere pubbliche le denunce su abusi, atti di vandalismo, corruzione e fenomeni di criminalità in genere.

## Galleria d'immagini

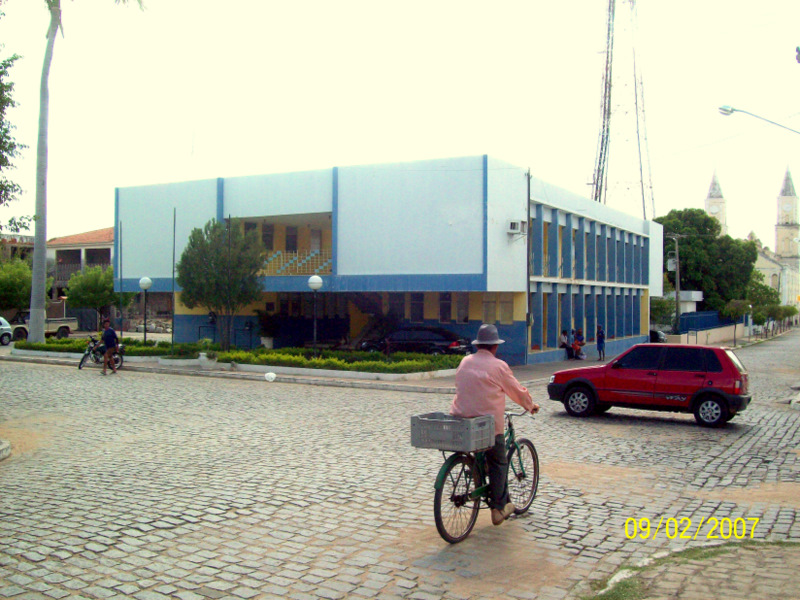
Municipio
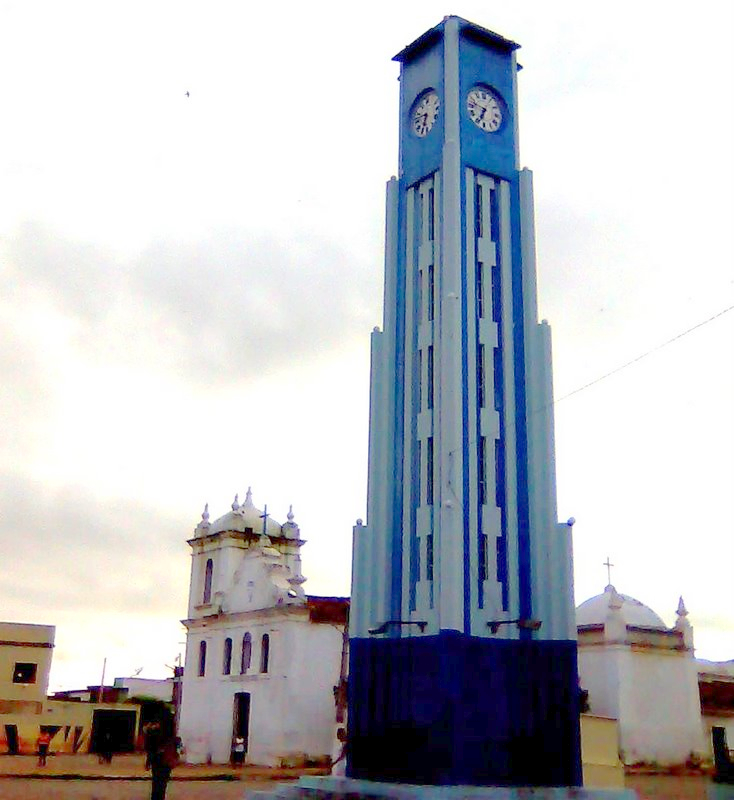
La Coluna da Hora è una torre dell'orologio costruita nel 1940, dietro la chiesa di Nostra Signora del Rosario
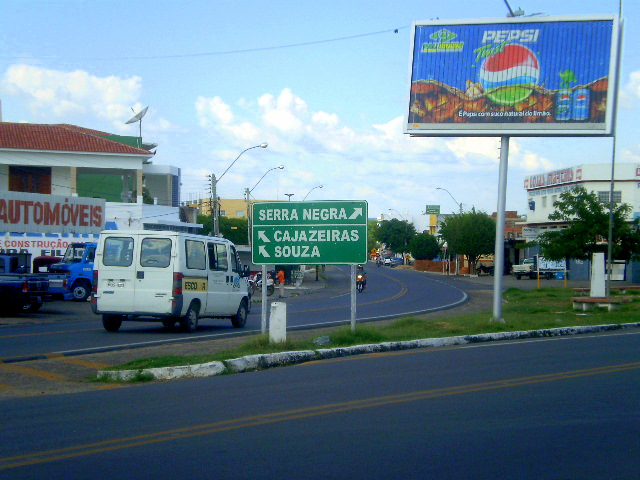
Strada Trans-Amazzonica, nota come BR-230, che attraversa la città
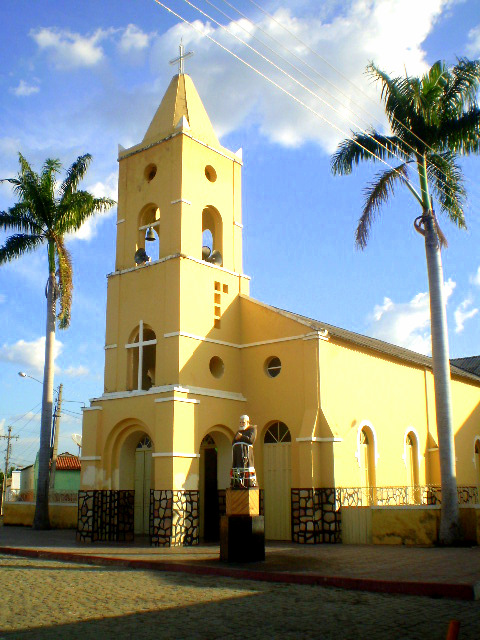
Chiesa di San Pietro nel quartiere Pereiros
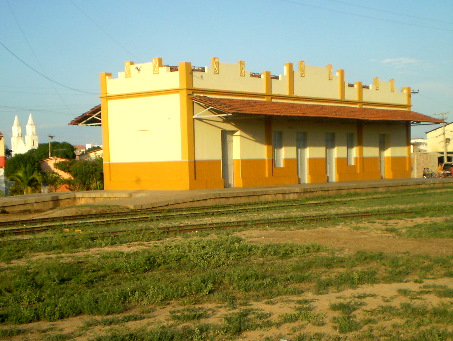
Vecchia Stazione Ferroviaria della città costruita nel governo provvisorio del 1932. Restaurata nel 2009
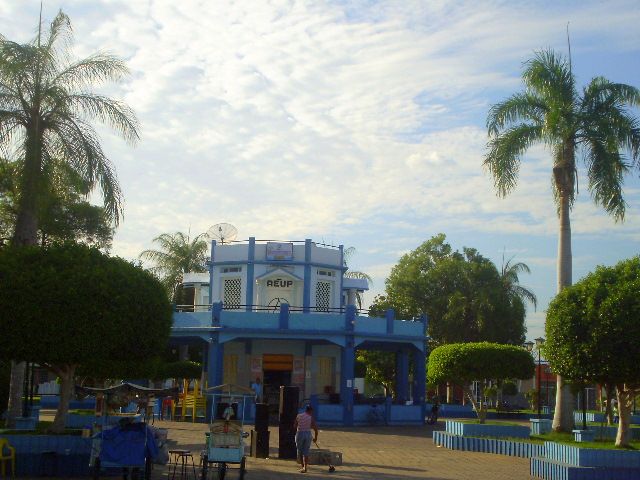
Bar Centenario, al secondo piano dell'AEUP (Associazione dell'Università di Pombal), in Piazza del Centenario
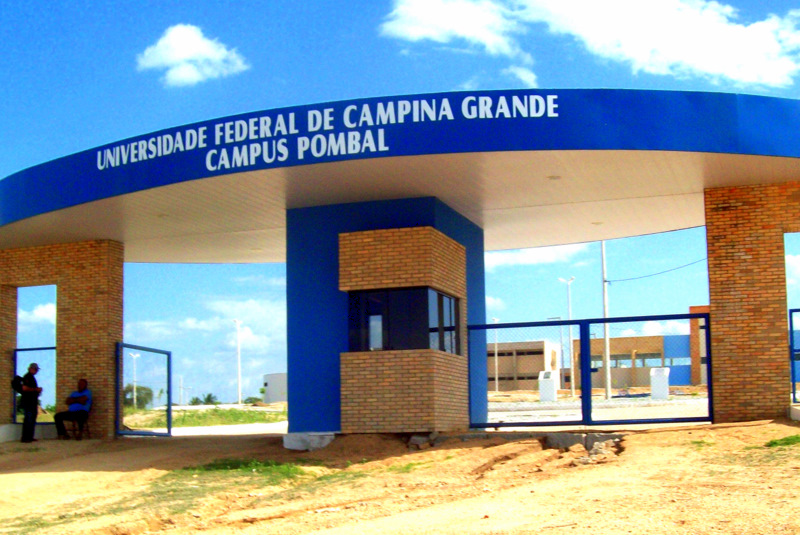
Campus UFCG nel quartiere Pereiros
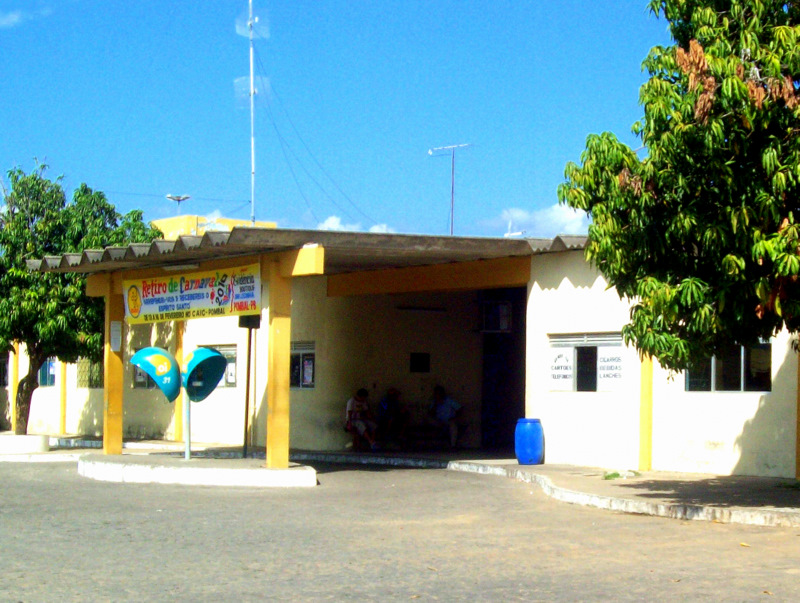
Strada di ingresso di Pombal
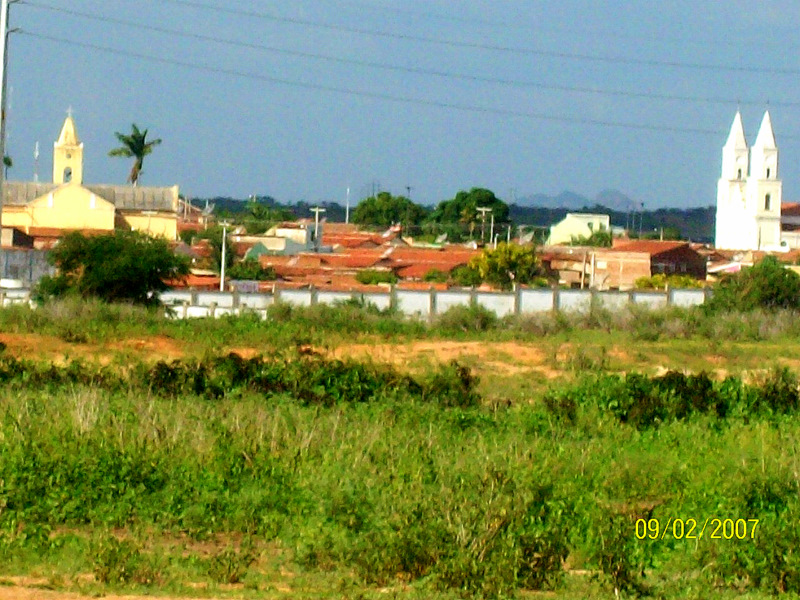
Veduta della città uscendo dal quartiere di Pereiros
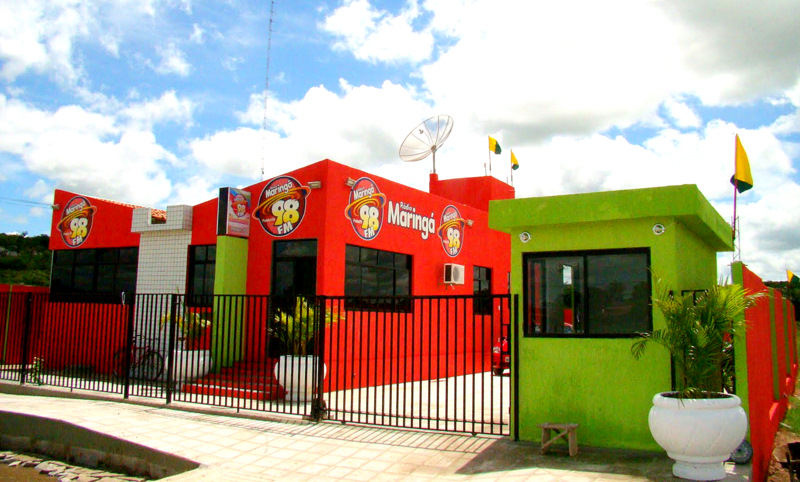
Sede della Radio Maringa 98FM